# تحمض التربة
تحمض التربة  هي ظاهرة تنشأ عند تجمع كاتيونات الهيدروجين في التربة، مما يؤدي إلى انخفاض قيمة pH التربة؛ وذلك عند توفر مانحات للبروتونات في الوسط.
يمكن أن تنتج هذه الظاهرة بأثر من الملوثات الكيميائية مثل الأحماض المعدنية أو الأملاح ذات الصفة الحمضية الغالبة مثل كبريتات الألومنيوم؛ كما يمكن أن تنتج طبيعياً عندما تبدأ الأشنيات والطحالب بتحليل سطوح الصخور.
يمكن أن يتفاوت معدل تحمض التربة، وهو يزداد بشكل واضح بأثر الإنسان على البيئة بفعل الأمطار الحمضية والزراعة والتلوث.